# Mira d'or
Le prix du mérite (Prijs van verdienste) ou Mira d'or (Golden Mira) est un prix cinématographique flamand attribué annuellement par l'Association de la presse cinématographique flamande à une personnalité du cinéma de nationalité belge ou néerlandaise. Les lauréats du prix sont reconnus pour leurs carrières exceptionnelles.

## Lauréats
- 2002 : Frans Weisz
- 2003 : Roel Van Bambost
- 2004 : Marion Hänsel
- 2005 : Jan Decleir
- 2006 : Robbe De Hert
- 2007 : Jacqueline Pierreux
- 2008 : Fernand Auwera
- 2009 : Chris Lomme
- 2010 : Gene Bervoets
- 2011 : Marilou Mermans
- 2012 : Roland Verhavert
- 2013 : Raoul Servais
- 2014 : Harry Kümel
- 2015 : Nouchka van Brakel
- 2016 : Associate Directors
- 2017 : Ken Loach
- 2018 : Johan Leysen
- 2019 : Stijn Coninx